# Мьюс-Абанд

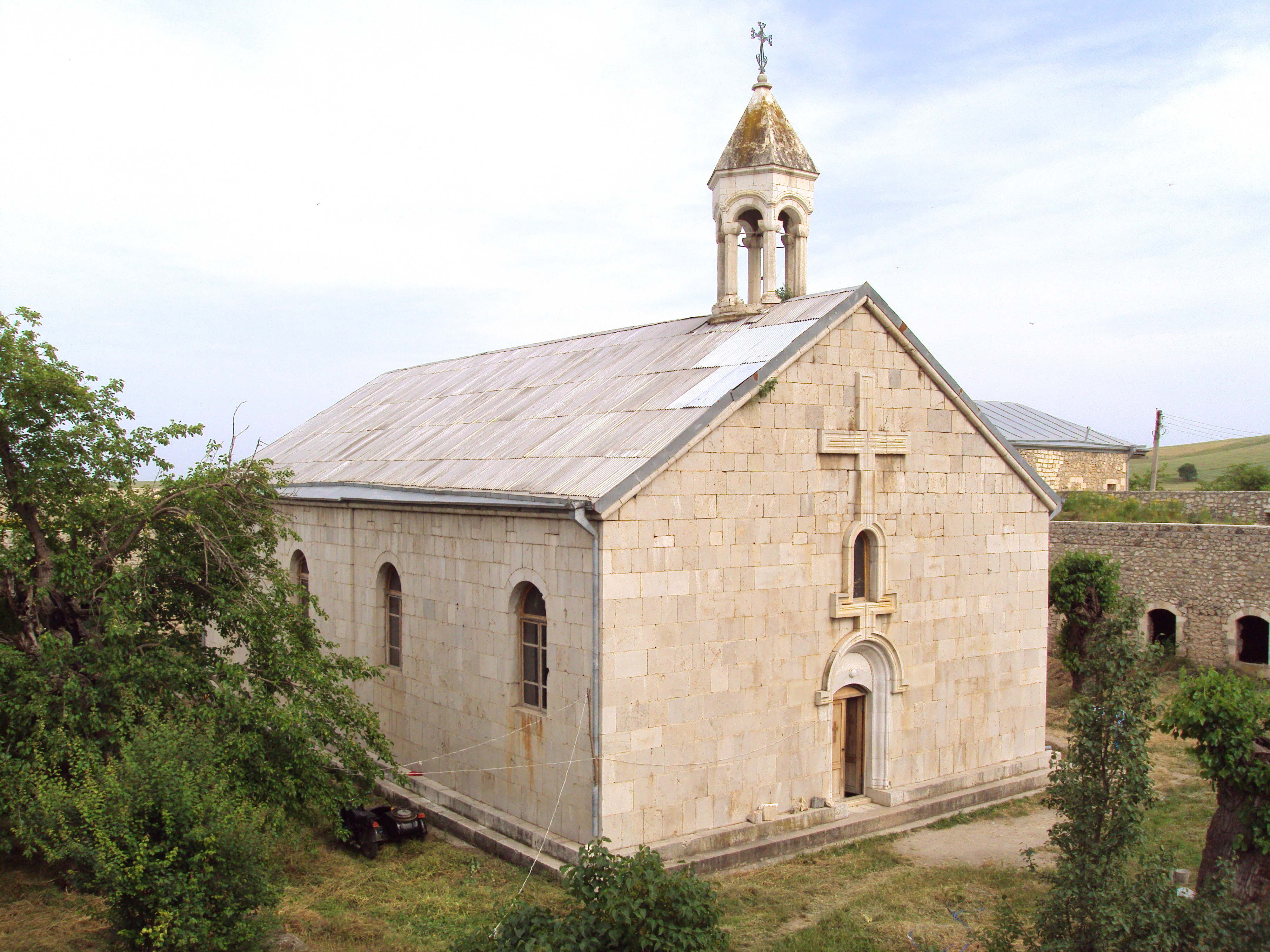
Амарасский монастырь

Мьюс-Абанд (арм. Մյուս Հաբանդ) — гавар провинции Арцах Великой Армении. На сегодняшний день территория гавара составляет часть Шушинского, Ходжалинского, Ходжавендского и Джебраильского районов Азербайджанской Республики. Часть территории контролируется непризнанной Нагорно-Карабахской Республикой и находится в пределах Шушинского, Аскеранского и Мартунинского НКР.

## География
Мьюс-Абанд находился на юге провинции Арцах, будучи одним из самых небольших по площади гаваров Армении. На западе граничил с гаваром Абанд провинции Сюник, на северо-западе была небольшая граница с гаваром Агаеджк провинции Сюник, на северо-западе — с гаваром Арчланк провинции Арцах, на северо-востоке — с гаваром Могунк провинции Арцах, на востоке − с гаваром Пацканк провинции Арцах, а на юге — с гаваром Сисакан-Котак провинции Арцах.
На стыке Сисакан-Котака, Абанда и Мьюс Абанда находится гора Дизапайт, на западной же границе гавара — гора Кирс.
По территории Мьюс-Абанда протекает река Ишханагет. 

## Архитектура
Наиболее значимым памятником гавара является Амарасский монастырь.